# Chorthippus bilineatus
Chorthippus bilineatus är en insektsart som beskrevs av Zhang, Xiujiang 1984. Chorthippus bilineatus ingår i släktet Chorthippus och familjen gräshoppor. Inga underarter finns listade i Catalogue of Life.